# Vsevolod (Ponič)
Vsevolod (světský jménem: Volodymyr Olexandrovyč Ponič; * 12. listopadu 1961 Zolote) je ukrajinský duchovní Ruské pravoslavné církve a biskup uržumský a omutninský.

## Život
Narodil se 12. listopadu 1961 v Zolotém.
Roku 1979 dokončil Zolotskou střední školu č. 8. V letech 1982–1983 absolvoval vojenskou službu. Poté roku 1984 nastoupil na Leningradský duchovní seminář. V letech 1984–1987 byl psalomščikem v chrámu svatého Mikuláše v Zolotém. Následně odešel do Rostova na Donu a stal se referentem rostovské eparchie.
Dne 22. ledna 1989 byl v Alexandrovském chrámu v Rostově metropolitou rostovským a novočerkasským Volodymyrem (Sabodanem) rukopoložen na diákona. Byl určen pro službu v chrámu Narození přesvaté Bohorodice v Rostově. Dne 18. června stejného roku jej biskup azovský a vikář rostovském eparchie Sergij (Poletkin) rukopoložil na jereje.
Dne 20. října 1995 se stal duchovním chrámu Hodegetrie v Aksaji a 14. listopadu učitelem Rostovského duchovního učiliště.
Dne 10. října 1996 byl ustanoven představeným chrámu Pokrova přesvaté Bohorodice na Severním hřbitově Rostova. O rok později byl povýšen na protojereje.
Roku 1999 dokončil studium na Petrohradské duchovní akademii.
Dne 20. listopadu 2003 byl v chrámu svatého Antonia Pečerského Kyjevskopečerské lávry arcibiskupem vyšhorodským Pavlem (Lebiděm) postřižen na monacha se jménem Vsevolod na počest svatého knížete Vsevoloda Mstislaviče. Roku 2005 byl povýšen na igumena.
Dne 14. ledna 2012 byl ustanoven představeným chrámu svaté velikomučednice Kateřiny ve vesnici Jekatěrinovka a 16. září 2013 duchovním Iverského monastýru v Rostově.
Dne 5. května 2015 jej Svatý synod zvolil biskupem slavgorodským a kamenským. Dne 10. května byl v chrámu Donské ikony Matky Boží Donského monastýru metropolitou rostovským a novočerkasským Merkurijem (Ivanoven) povýšen na archimandritu.
Dne 17. června 2015 byl v chrámu Všech svatých monastýru Danilov v Moskvě oficiálně jmenován biskupem a 9. července proběhla v chrámu Zesnutí přesvaté Bohorodice Tichvinského monastýru jeho biskupská chirotonie. Světiteli byli patriarcha moskevský Kirill, metropolita petrohradský a ladožský Varsonofij (Sudakov), metropolita novgorodský a starorusský Lev (Cerpickij), metropolita tverský a kašinský Viktor (Olijnyk), metropolita petrozavodský a karelský Konstantin (Gorjanov), metropolita vologdský a kirillovský Ignatij (Děputatov), metropolita barnaulský a altajský Sergij (Ivannikov), arcibiskup petěrgofský Amvrosij (Jermakov), biskup vyborský a priozerský Ignatij (Punin), biskup carskoselský Markell (Větrov), biskup solněčnogorský Sergij (Čašin), biskup kronštadský Nazarij (Lavrynenko), biskup rybinský a ugličský Veniamin (Lichomanov), biskup tichvinský a lodějnopolský Mstislav (Djačina), biskup machačkalský a grozněnský Varlaam (Ponomarjov), biskup gatčinský a lužský Mitrofan (Osjak), biskup rubcovský a alejský Roman (Korněv), biskup armavirský a labinský Ignatij (Buzin), biskup čerepovecký a belozerský Flavian (Mitrofanov) a biskup bijský a belokurichinský Serapion (Dunaj).
Dne 24. září 2021 jej Svatý synod ustanovil biskupem achtubinským a jenotajevským.
Dne 11. října 2023 byl ustanoven biskupem uržumským a omutninským.